# Psocinae
Psocinae es una subfamilia de cochinillas comunes de la corteza, de la familia Psocidae. Existen alrededor de 11 géneros y al menos 40 especies descritas en Psocinae.

## Géneros
Los siguientes 11 géneros pertenecen a la subfamilia Psocinae:
- Atropsocus Mockford, 1993
- Camelopsocus Mockford, 1965
- Cerastipsocus Kolbe, 1884
- Hyalopsocus Roesler, 1954
- Indiopsocus Mockford, 1974
- Loensia Enderlein, 1924
- Metylophorus Pearman, 1932
- Psocus Latreille, 1794
- Ptycta Enderlein, 1925
- Steleops Enderlein, 1910
- Trichadenotecnum Enderlein, 1909